# إدوارد كينا
إدوارد كينا (بالإنجليزية: Edward Kenna)‏ هو جندي وسباك أسترالي، ولد في 6 يوليو 1919 في هاميلتون في أستراليا، وتوفي في 8 يوليو 2009 في غيلونغ في أستراليا.